# C.J. Wallace
Charles Judson Wallace III, detto C.J. (Atlanta, 31 dicembre 1982), è un ex cestista statunitense naturalizzato della Repubblica del Congo.

## Carriera
Nato ad Atlanta (Georgia), ha frequentato la Westminster School. Si è poi iscritto all'Università di Princeton, dove è rimasto per quattro anni. Nelle ultime tre stagioni a Princeton ha sempre viaggiato in doppia cifra, con un massimo di 15,4 punti nella stagione 2003-2004, nella quale ha anche 6,4 rimbalzi di media e viene inserito nel primo quintetto ideale della Ivy League.
Dopo essere uscito dall'università ha firmato un contratto biennale con l'Eisbären Bremerhaven, in Bundesliga. Successivamente ha disputato la Summer League con la casacca degli Houston Rockets.
All'inizio della stagione 2007-08 viene tesserato dall'Orlandina Basket. Chiude la stagione con una media di 14,4 punti a partita, tirando con il 52% dal campo e con il 37% dall'arco. Ottiene inoltre una media di 10,7 rimbalzi a partita arrivando, così, primo nella classifica dei rimbalzi della Serie A e con 2,1 assist di media è uno dei lunghi con maggior numero di passaggi smarcati. Nella sua prima stagione italiana ha raggiunto 18 volte la doppia doppia (punti e rimbalzi) e undici volte la tripla doppia (punti-rimbalzi-valutazione). Durante questa stagione l'Orlandina, guidata da Wallace e da Gianmarco Pozzecco, ha raggiunto per la prima nella sua storia i play-off di Serie A.
Nell'estate 2008 ha partecipato nuovamente alla Summer League di Las Vegas con i Phoenix Suns. In seguito firma un contratto biennale con la Benetton Treviso. Chiude la stagione 2008-09 con una media di 10,9 punti e 8,4 rimbalzi a partita, raggiungendo anche i quarti di finale di Eurocup. Chiude la stagione 2009-10 con 9,1 punti e 7,2 rimbalzi a partita.
Nell'estate 2010 firma un contratto annuale con il Gran Canaria, in Liga ACB. Chiude la stagione con 10,5 punti e 6,2 rimbalzi di media.
Nel settembre 2011 firma un contratto biennale con il Barcellona, vincendo subito la Supercoppa Spagnola. Alla sua prima stagione debutta in Eurolega, raggiungendo le semifinali e vincendo la finale per il terzo posto contro il Panathinaikos e vince la Liga. Nella stagione successiva ha nuovamente raggiunto le semifinali di Eurolega e vinto la Coppa del Re col Barcellona.
Il 6 agosto 2013 firma un contratto biennale con l'Olimpia Milano. Nel luglio 2014 rescinde il suo contratto con la squadra italiana.
Il 20 novembre 2014 firma un contratto di un mese con l'Élan Chalon.
Il 5 gennaio 2015 firma un contratto fino a fine stagione con il Le Mans.
Il 5 gennaio 2016 firma con la squadra portoricana Capitanes de Arecibo.

## Palmarès
- Campionato spagnolo: 1

Barcellona: 2011-12
- Campionato italiano: 1

Milano: 2013-14
- Copa del Rey: 1

Barcellona: 2013
- Supercoppa spagnola: 1

Barcellona: 2011
- Liga catalana: 2

Barcellona: 2011, 2012